# Balnica (przystanek kolejowy)
Balnica (biał. Бальніца; ros. Больница; dosł. Szpital) – przystanek kolejowy w miejscowości Żłobin, w rejonie żłobińskim, w obwodzie homelskim, na Białorusi. Położony jest na linii Orsza – Mohylew – Żłobin.
Perony znajdują się ok. 300 m w linii prostej od siebie, po obu stronach budynków żłobińskiego szpitala.